# Puifel
Puifel o Puigfell és un llogaret, actualment deshabitat, que pertany al municipi d'Areny de Noguera, a la Ribagorça (Aragó).
Està situat al sud del terme municipal, per sobre de la confluència del barranc de Colls amb la Noguera Ribagorçana, damunt la serra de Sant Marc.
La seva ermita de Sant Esteve és del segle xvii.